# رامدورگ
رامدورگ (به انگلیسی: Ramdurg) یک منطقهٔ مسکونی در هند است که در بخش بلاگاوی واقع شده‌است. رامدورگ ۳٫۵۷ کیلومتر مربع مساحت و ۳۹٬۸۴۱ نفر جمعیت دارد و ۵۷۰ متر بالاتر از سطح دریا واقع شده‌است.